# Viscount Dilhorne

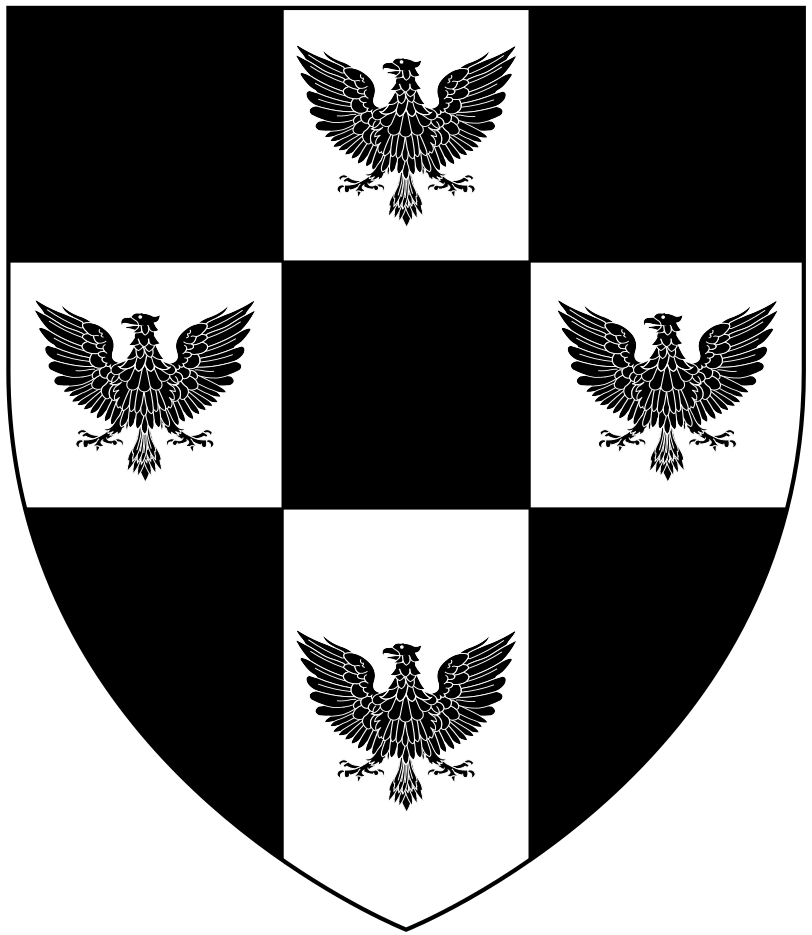
Heraldiskt vapen för ätten Buller.

Viscount Dilhorne, av Greens Norton i Northamptonshire, är en brittisk adelstitel. Det kreerades den 7 december 1964 för advokaten, den konservative politikern och före detta lordkanslern Reginald Manningham-Buller, 1:e baron Dilhorne. Han hade redan efterträtt sin far som fjärde baronet av Dilhorne och blivit utnämnd till Baron Dilhorne av Towcester i grevskapet Northampton den 17 juli 1962.
Baronetvärdigheten Manningham-Buller, av Dilhorne i grevskapet Stafford, kreerades den 20 januari 1866 för den förste viscountens farfarsfar, Edward Buller-Yarde-Buller, som juridiskt ändrade sitt namn till Manningham-Buller samma år. Han representerade Staffordshire North och Stafford i parlamentet. Manningham-Buller var den tredje sonen till Sir Francis Buller, 2:e baronet, vars äldste son, den tredje baroneten, blev Baron Churston 1858. Hans sonson, den tredje baroneten, satt som konservativ parlamentsledamot för Kettering och Northampton. Han efterträddes av sin äldste son, den tidigare nämnde fjärde baroneten, som upphöjdes till pärsvärdighet som Viscount Dilhorne. Från och med 2022 innehas titlarna av den senares barnbarn, den tredje viscounten, som efterträdde honom 2022.
Eliza Manningham-Buller, baronessan Manningham-Buller, en life peer och tidigare generaldirektör för MI5, är den andra dottern till den första viscounten.
Familjens säte är The Dower House, nära Dorchester.

## Manningham-Buller (tidigare Buller-Yarde-Buller) baroneter av Dilhorne (1866)
- Sir Edward Manningham-Buller, 1:e baronet (1800–1882)
- Sir Morton Edward Manningham-Buller, 2:e baronet (1825–1910)
- Sir Mervyn Edward Manningham-Buller, 3:e baronet (1876–1956)
- Sir Reginald Edward Manningham-Buller, 4:e baronet (1905–1980) (kreerad Baron Dilhorne 1962)

### Baron Dilhorne (1962)
- Reginald Edward Manningham-Buller, 1:e baron Dilhorne (1905–1980) (kreerad Viscount Dilhorne 1964)

### Viscount Dilhorne (1964)
- Reginald Edward Manningham-Buller, 1:e viscount Dilhorne (1905–1980)
- John Mervyn Manningham-Buller, 2:e viscount Dilhorne (1932–2022)
- James Edward Manningham-Buller, 3:e viscount Dilhorne (född 1956)

Arvtagare till titeln är nuvarande innehavares son, Hon. Edward John Manningham-Buller (född 1990).